# Винокуров, Владимир Николаевич (генерал)
Владимир Николаевич Винокуров (род. 8 марта 1959, Новиково, Тамбовская область) — советский и российский деятель органов госбезопасности, генерал-лейтенант. Начальник Управления «А» («Альфа») ЦСН ФСБ России (2003—2014).

## Биография
Родился 8 марта 1959 года в селе Новиково Староюрьевского района Тамбовской области.
В 1981 году окончил Тамбовское высшее военное авиационное инженерное училище имени Ф. Э. Дзержинского. С 1981 по 1983 год служил в радиотехнических войсках Противовоздушной обороны СССР на офицерских инженерно-технических должностях. В 1983 году Винокуров был переведён в военную контрразведку КГБ СССР. С 1983 по 1998 год служил в системе Третьего главного управления КГБ СССР — Департаменте военной контрразведки ФСБ России на различных оперативных и руководящих должностях в особых отделах воинских частей и соединений Вооружённых сил СССР и Вооружённых силах Российской Федерации. В 1991 году окончил Высшую школу КГБ СССР имени Ф. Э. Дзержинского. В 1994 году окончил РАГС при Президенте Российской Федерации.
В 1998 году Винокуров был переведён на службу в Центр специального назначения ФСБ: с 1998 по 2001 год — начальник отдела, с 2001 по 2003 год — заместитель начальника этого Центра. В 2003 году был назначен начальником Управления «А» («Альфа») и одновременно являлся заместителем начальника Центра специального назначения ФСБ России. В качестве руководителя «Альфы» Винокуров, проводил наиболее значимые спец-и боевые операции, в том числе с 2003 по 2004 год «Альфа» занималась нейтрализацией незаконных вооружённых формирований в Чечне, в том числе уничтожении главарей чеченских «амиров», в одной из таких операций погиб его подчинённый майор В. А. Ульянов; в 2004 году «Альфа» участвовала в спецоперации по поиску и ликвидации террориста Абубакара Висимбаева по кличке «Одноглазый Бакар», который был ближайшим подручным Шамиля Басаева и прошёл обучение диверсионному делу в одном из лагерей Хаттаба, в этой операции погиб сотрудник «Альфы» Ю. Н. Данилин, но при этом Абубакар Висимбаев был уничтожен. В 2004 году был участником спецоперации по освобождению заложников в Беслане, во время этой операции погибли его сотрудники А. В. Петров и В. В. Маляров. 8 марта 2005 года в Толстом Юрте (Чечня) сотрудниками «Альфы» был ликвидирован президент Чеченской Республики Ичкерия Аслан Масхадов. 26 ноября 2006 года в Хасавюрте (Дагестан) был ликвидирован Абу Хафса (настоящее имя — Фарис Юсейф Умейрат), представитель «Аль-Каиды», командир иностранных исламских боевиков на Северном Кавказе, финансист «джихада» в Чечне и сопредельных регионах (вместе с ним уничтожены четверо человек). 13 мая 2009 года в Хасавюрте (Дагестан) сотрудниками «Альфы» был уничтожен «амир» Хасавюртовской бандгруппы Арсен Асульбегов, в результате этой спецоперации погиб капитан Р. К. Холбан.
2 марта 2010 года в Экажево (Ингушетия), силами сотрудников «Альфы» во главе со старшим группы полковником Ю. Н. Торшиным был ликвидирован идеолог террористической организации «Имарат Кавказ» Саид Бурятский. 21 июня 2011 года в Кузнецовском (Дагестан) была проведена спецоперация против членов Кизлярской диверсионно-террористической группировки, в результате которой пять боевиков были ликвидированы, но в ходе боя был тяжело ранен полковник С. А. Савчук и погибли майор И. С. Панин и капитан Р. А. Лашин.
С 2014 года В. Н. Винокуров — генерал-лейтенант запаса. 11 марта 2014 года Винокуров был назначен членом Правления и первым вице-президентом Газпромбанка, курировал вопросы развития инкассационных услуг, экономической безопасности, безопасности сотрудников и материальной базы.

## Санкции
8 мая 2022 года, на фоне вторжения России на Украину, Винокуров попал под блокирующие санкции США в числе 17 топ-менеджеров Газпромбанка.
26 сентября 2022 года Винокуров включён в санкционный список Великобритании против как действующих, так и бывших членов наблюдательных советов ряда российских банков.
29 сентября 2022 года включён в санкционный список Канады «соратников режима» за «соучастие в выборе президента Путина вторгнуться в мирную и суверенную страну».
19 февраля 2023 года попал под санкции Украины так как Винокуров ведёт «деятельность в секторах экономики, обеспечивающих существенный источник дохода для правительства России, инициировавшего военные действия и геноцид гражданского населения в Украине».

## Награды
- Орден «За заслуги перед Отечеством» III и IV степени с мечами
- Орден Мужества
- Орден «За военные заслуги»
- Медаль ордена «За заслуги перед Отечеством» I и II степени[2][3][1]